# Бугарска академија наука
Бугаска академија наука (БАН) (буг. Българска академия на науките, БАН) је највећа научна организација у Бугарској. Она је аутономна државна структура која обухвата научне институте и друге самосталне групе. Њени чланови су академици (стални чланови), дописни и инострани чланови. Научни институти и самосталне групе БАН-а извршавају основна научна истраживања, припремање кадрова, примењене и технолошке активности.
На почетку је академија основана као Бугарско књижевно друштво (БКД) у граду Браила, у Румунији (1869) Седиште друштва је 1878. године премештено у Софију и 13. фебруара 1911. године је преименован у Бугарску академију наука. Институција поново мења име 1940. и постаје Бугарска академија наука и уметности, и то име задржава то име до 1947. године, након чега поново мења име у БАН.
Већ 2009. године БАН укључује 69 научних института и централних лабораторија као и 11 специјализованих група, као и централну администрацију која броји око 70 људи. Укупнан број запослених је око 7400 људи, од којих су високо образовани око 3570. Број научних института је 2010. године смањен на 42 спајањем института са ниском међународном оценом, са институтима са већим оценама.

## Историја

### Бугарско књижевно друштво 1869.
Бугарско кнњижевно друштво основано је у року од четири дана, између 8. октобра и 12. октобра 1869. године у кући Варвара Хаџивелева, Браила, Румунија. БКД је успостављен као научно и кижевно друштво, тј. има улогу просветне организације. Конкретније, по старом календару датуми су 26.-30. септембар и за официјелан датум празника БКД изабран је 1. октобар.
У оквиру оснивања изабарано је његово руководство, а први чланови  "научне књижевне делатности“ су Марин Дринов (председник), Васил Стојанов и Васил Друмев.
Гаврил Крстевич је 1871. године изабран за првог почасног члана БКД-а. У новембру 1878. седиште друштва премештено је из Браиле у Софију. Након Ослобођења, уз напор министарства народног просветљења, Бугарско књижевно друштво постепено постаје права национална академија науке, са развитком три различите гране- Историјско-филолошки, Природно-медицински и Државно-научни, а његови чланови су почасни, редовни и дописни.
Периодични часопис БКД-а поново почиње да се издаје у Софији (1882—1910) Друштво успоставља своје материјално окружење и активира своју делатност 1884. године, када је изабрано неколико десетина нових чланова и општина Софије им поклања земљиште за изградњу сопствене зграде у „Цариградској“ улици.

### Бугарска академија наука 1911.
Бугарско књижевно друштво је 19. марта 1911. преименовано у Бугарску академију наука ( то се дешава три године након проглашења независности трећег Бугарског царства). Периодични часопис Бугарског књижевног друштва 1911.- године преименован је у Часопис БАН. Наредне године народна скупштина прихвата први закон који регулише посебан статут организације.

### Бугарска академија наука 1989.
Са привременим правилима и новим законом о Бугарској академији наука (прихваћен 1989. године) од 15. октобра 1991. године Академија добија пуну аутономију, па се руководиоци бирају од стране свих запослених на научном институту (група од 10 људи). У исто време се поставља питање о ефикасности њеног научног рада у вези са даљим финансирањем из државног буџета.

## Институти и лабораторије
Бугарска академија наука развија научну делатност у практично свим областима људског знања: математика, физика, геологија, хемија, биологија, инжињерство, друштвене науке... Оснивање одвојених института, који су самостални делови академије, почиње после 1945. Академија има и сопствену издавачку кућу- академска издавачка кућа „ Професора Марина Дринова“.

## Пројекти
Током 2003. године сеизмолошки центар на геофизичком институту у БАН започиње пројекат са  технолошком компанијом NOVANOR за развој система раног откривања земљотреса, користећи мобилне уређаје као део краудсорсинг система. 24. маја 2014. године за време јаког земљотреса у Софији, систем успева успрешно да предвиди земљотрес неколико минута пре његовог настанка.
Заједно са бугарском фирмом „СекНет“ је развијен пилотски пројекат криптографског система, кроз који се стичу могућности за изградњу сигурних мрежа за обраду класифицираних информација до највишег дозвољеног нивоа сигурности, као и за будуће развијање и безбедност заштитних комуникација од стране НАТО-а и ЕУ.
Други пројекти на академији укључују развијање технологије за производњу трослојног сепаратора са мембраном за VRLA батерије заједно са Exide Technologies и пројекат за испитивање батерија, а све са циљем установљавања утицаја танких подметача од стаклене вате на особинама батерија у пројекту са OCVT Non-Woven Technologies.